# Heiko Triebener
Heiko Triebener (* 24. November 1964 in Berlin) ist ein deutscher Tubist.

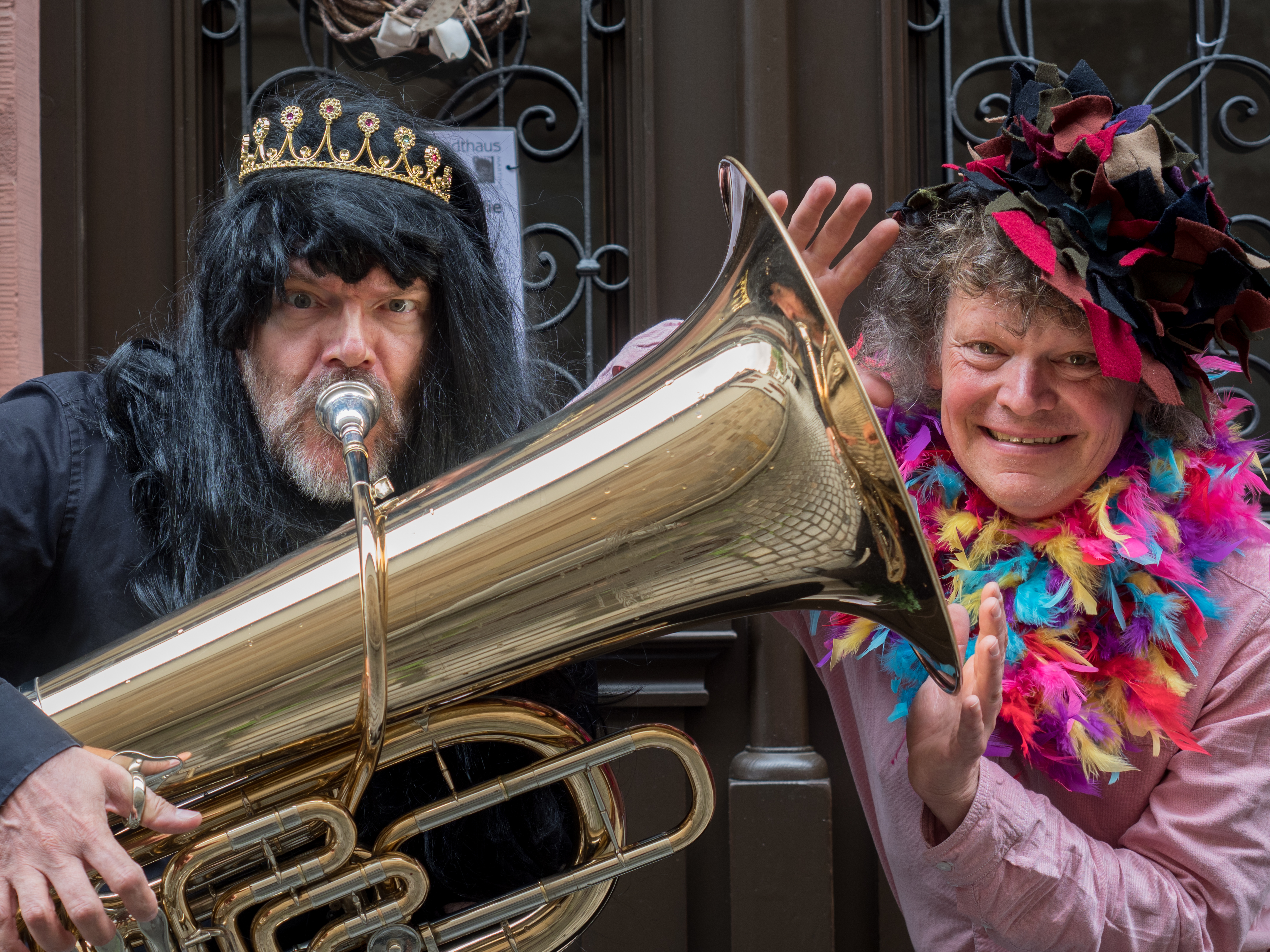
Heiko Triebener und Martin Neubauer promoten ihr Programm 2017 „Bambergeno und die Zaubertuba“

Er wuchs in Tübingen auf, machte dort Abitur und studierte Musikwissenschaft. Als Gymnasiast nahm er zunächst Bariton-, dann Tuba-Unterricht an der Musikschule Tübingen und studierte privat bei Robert Tucci (Bayerische Staatsoper). Als Student besuchte er zahlreiche Meisterkurse bedeutender Tubisten in Europa und Nordamerika.
1984 gewann Heiko Triebener den Internationalen Instrumentalwettbewerb Markneukirchen und den Tuba-Solo-Wettbewerb der International Brass Conference Bloomington (Indiana). Im selben Jahr wurde er Tubist am Rundfunk-Sinfonieorchester Saarbrücken, 1987 wechselte er ins Orchester der Beethovenhalle Bonn, seit 1993 spielt er bei den Bamberger Symphonikern.
Heiko Triebener ist weltweit als Solist aufgetreten und hat sich gleichermaßen als Kammermusiker profiliert, etwa in dem von ihm 1987 mitgegründeten Melton Tuba Quartett. Er gab Meisterkurse in Europa, Nordamerika und Asien und hat auf zahlreichen internationalen Tubakongressen gespielt, unterrichtet und referiert.
Seit 2012 ist Heiko Triebener Lehrbeauftragter im Fach Tuba an der Hochschule für Musik Würzburg, seit 2018 zudem an der Otto-Friedrich-Universität Bamberg.